# Nanni Cagnone
Nanni Cagnone (Carcare, 10 aprile 1939) è un poeta e scrittore italiano.

Dopo aver debuttato come poeta nel 1954, ha scritto libri di poesia, opere teatrali, romanzi, racconti, saggi e aforismi, da I giovani invalidi (1967) a The Oslo Lecture (2008), a Discorde (2015), a "Sans-Gene" (2023). Figlio di Giuseppe Cagnone, medico, e di Maria Luisa Landini, è sposato con Sandra Holt e fratello dell'artista Angelo Cagnone. Attualmente vive a Bomarzo.

## Biografia
Dopo aver studiato filosofia a Roma, Genova e Bologna, negli anni Sessanta-Settanta fu redattore e direttore di collana alla Lerici, redattore di Marcatré e responsabile di redazione di Design Italia. In seguito, fondò e diresse la casa editrice Coliseum. Tra l'altro, è stato docente di estetica alle Accademie di Carrara e di Brera, e d'estetica e strategie progettuali alla Scuola Politecnica di Design; ha collaborato a giornali e riviste, tra cui Chelsea Review, Incognita, Alea, Or, EX, Il Giornale, Il Messaggero, Leggere, Panorama, Bonniers Litterära Magasin, FMR. Ha scritto sugli artisti e curato esposizioni, tenuto lectures e seminari in università italiane e straniere, condotto manifestazioni e seminari, come "Corpus scripsit" (Roma, 1975), "Pratica della lettura" (Milano, 1975-6) e "L'arto fantasma" (Milano, 1976-7). È stato invitato a convegni internazionali e a festival di poesia: ad esempio, "The Favorite Malice" (New York University, 1979), "Lyrikkertreffen" (Münster, 1991) e "Oslo Poesifestival" (Oslo, 2008). Fra le sue traduzioni, The Wreck of the Deutschland di Gerard Manley Hopkins, The Heads of the Town Up to the Aether di Jack Spicer, Intolerante superficie di Gabriel Magaña Merlo, Ich di Paul Wühr, Agamémnon di Eschilo, AntiCamera di Rune Christiansen, Perì phýseos di Parmenide e Solitude di Paul Vangelisti.
Le opere di Cagnone sono caratterizzate da una densa e nitida meditazione, in cui mitologia e modernità, critica e sentimento si comprimono entro una ripresa ontologica di particolare intensità. Cagnone viene ritenuto uno dei poeti più originali e innovativi della letteratura europea contemporanea. I suoi testi poetici sono fonte d'ispirazione per la musica contemporanea. Il compositore norvegese Harald Sæther ha tratto un ciclo di canzoni da alcune poesie di Index Vacuus, la cantata Obstupescit Venticinque da un testo di What's Hecuba to Him or He to Hecuba? e A, in altre parole B, per tre quartetti vocali, dal testo con lo stesso titolo.
Intorno alla propria poesia, Cagnone scrive: « Poesia è questa pausa, o lacuna, fra noi e il mondo, oggetto perduto in casa del desiderio, sentimento interrotto per cui sembra non vedendo intravedere. Si parla senza protezione, si dice senza dire ciò, si scrive quel che non si poté pensare. Poesia è un'opera estranea, cosa che il sonno insegnerebbe al risveglio. Richiede un sentimento passivo, un pensiero ricettivo, e desideri imparati rispondendo. Poesia non è l'atto di raccogliere il mondo come soccorritori del senso o adulatori del linguaggio, ma il culto senza scopo d'una soverchia figura e l'esperienza d'una fedeltà: quella d'un Dire che non vorrà mai lasciare il suo Taciturno amante. Poesia è agire inoltre, oltre quel che si riesce a pensare».
- Premio Napoli 2019, Premio Fondazione Roma 2025 *

## Opere
- A, in altre parole B (Genova 1970)
- What's Hecuba to Him or He to Hecuba? (New York 1975)
- Andatura (Milano 1979)
- L'arto fantasma (ed.) (Venezia 1979)
- Vaticinio (Napoli 1984)
- Notturno sopra il giorno (Cernusco sul Naviglio 1984)
- Armi senza insegne (Milano 1988)
- Comuni smarrimenti (Milano 1990)
- Anima del vuoto (Bari 1993)
- Avvento (Bari 1995)
- The Book of Giving Back [6] (New York 1998)
- Il popolo delle cose (Milano 1999)
- Gangart (Oslo 1999, 2004)
- Enter Balthâzar (New York 2000)
- Pacific Time (Milano 2001)
- Doveri dell'esilio (Pavia 2002)
- Questo posto va bene per guardare il tramonto (Pavia 2002)
- L'oro guarda l'argento,[7] opere scelte (Verona 2003)
- Index Vacuus,[8] (New York 2004)
- Index Vacuus (Oslo 2005)
- Ça mérite un détour (Milano 2007)
- Le cose innegabili / Undeniable Things (Modena 2010)
- Penombra della lingua (Roma 2012)
- Perduta comodità del mondo (Roma 2013)
- Tacere fra gli alberi, poesia (Torino 2014)
- Discorde (Lavìs 2015) ISBN 978-88-95925-61-5
- Penumbra de la lengua (Mexico City 2015)
- Aeschylus: Agamemnon (ed.) (Modena 2010, 2020) ISBN 978-88-95925-64-6
- Tornare altrove (Lavìs 2016) ISBN 978-88-95925-68-4
- Corre alla sua sorte (Messina 2016)
- Cammina mare (Lavìs 2016) ISBN 978-88-95925-72-1
- Dites-moi, Monsieur Bovary (Torino 2017) ISBN 978-88-941897-1-1
- Ingenuitas (Lavìs 2017) ISBN 978-88-95925-83-7
- La genitiva terra (Lavìs 2019) ISBN 978-88-95925-98-1
- Mestizia dopo gli ultimi racconti (Lavìs 2019) ISBN 978-88-95925-99-8
- Accoglimento (Lavìs 2020) ISBN 978-88-32236-03-3
- A ritroso, 2020-1975 (Milano 2020) ISBN 978-88-7452-798-4
- Ex Animo (Lavìs 2020) ISBN 978-88-32236-03-3
- ll naufragio del Deutschland (ed.) (Milano 1988, Lavis 2015, Macerata 2021) ISBN 978-88-98820-38-2
- Sterpi e fioriture (Lavìs 2021) ISBN 978-88-32236-18-7
- Parmenides Remastered (Lavis 2019, Macerata 2022) ISBN 978-8898820-49-8
- Carmina. Poemi 1979-2017 (Lavìs 2022) ISBN 978-88-32236-26-2
- Come colui che teme e chiama (Macerata 2023) ISBN 9788898820597
- Comuni smarrimenti (Lavìs 2023) ISBN 978-88 32236-36-1
- Sans-Gene (Lavìs 2023) ISBN 978-88 32236-39-2
- Esito (Lavìs 2024) ISBN 978-88-32236-46-0